# Blackout (Audrey-Horne-Album)
Blackout ist das sechste Studioalbum der norwegischen Hard-Rock-Band Audrey Horne. Es erschien am 12. Januar 2018 über Napalm Records.

## Entstehung
Während die Band beim Vorgängeralbum Pure Heavy die Lieder auf Vorschlag des Sängers Torkjell Rød gemeinsam im Proberaum schrieb, kehrten Audrey Horne für Blackout zu ihrer früheren Arbeitsweise zurück. Die beiden Gitarristen Arve Isdal und Thomas Tofthagen schrieben jeweils für sich neue Lieder, die dann zusammen mit den restlichen Bandmitgliedern ausgearbeitet wurden. Dieser Prozess zog sich über drei Jahre hin. Dabei verzichteten Audrey Horne weitestgehend auf Konzerte. Die Rückkehr zur früheren Arbeitsweise ist auch eine Reaktion auf das letzte Album, für das die Band sich laut Torkjell Rød mehr Zeit hätte lassen sollen. Im Proberaum wurden Riffs und Melodien für rund siebzig Lieder erarbeitet, die dann im Haus von Thomas Tofthagen gesichtet wurden. Die aufgenommenen Ideen wurden in drei Kategorien aufgeteilt: Lieder, die weiter ausgebaut werden sollten, Lieder, die gute Riffs oder Refrains hatten, und Lieder, die nicht den Ansprüchen der Musiker genügten. Auf diese Weise wurden 30 der 70 Ideen weiter verarbeitet. Für das Lied Satellite hatte der Bassist Espen Lien ein Intro geschrieben, wusste aber nicht, wie es weitergehen sollte. Die Band schrieb darauf sieben verschiedene Versionen des Liedes, bis die endgültige Fassung stand. Darüber hinaus wurde das neue Material bereits lange vor der Veröffentlichung bei Konzerten auf die Livetauglichkeit getestet. Beispiele hierfür sind Titel wie Naysayer oder Rose Alley.
Aufgenommen wurde Blackout im Studio Fort Knox in Bergen. Das Studio befindet sich im Hafen der Stadt in dem Bereich für die internationale Schifffahrt. Die Band brauchte eine Genehmigung, die Anlagen zu betreten, und die Musiker mussten an jedem Tag ihre Ausweise vorzeigen. Produziert und gemischt wurde Blackout von Kato Ådlund, der zuvor überwiegend im Popbereich gearbeitet hat. Ådlund spielte bei dem Lied This Is War auch die dritte Gitarre ein und war Co-Autor des Liedes This One. Während die Band der Meinung war, dass das Lied bereits fertig sei, komponierte Ådlund den Schlussteil. Beim Abmischen half noch Ivar Sandøy, während Herbrand Larsen das Lied Audrevolution mischte. Das Mastering übernahm Ivar Sandøy. Im Studio wurden insgesamt 13 Lieder aufgenommen. Beim Titellied Blackout und Audrevolution kam eine Kuhglocke zum Einsatz. Es kamen weitere Gastmusiker zum Einsatz. Ove Gaassand spielte bei This One, Light Your Way, California und This Is War die Hammond-Orgel. Matias Monsen spielte bei Juggernaut und This Is War das Cello. Silje Wergeland sang bei den Liedern This Is War und Audrevolution, bei letzterem gemeinsam mit Linda-Fay Hela. Herbrand Larsen spielte bei Audrevolution das Klavier.

## Veröffentlichung
Das Albumcover stammt von Asle Birkeland und zeigt einen Mann in Hemd und Krawatte, der im Wasser steht. In der Hemdtasche ist ein Tintenfisch zu sehen. Die Band habe sich im Vorfeld viel mit dem Albumcovern von Storm Thorgerson beschäftigt und wollte zunächst eine Art Bandmaskottchen wie Iron Maidens Eddie einführen. Später überlegte der Sänger Torkjell Rød, was die Band ausmache. So kam er auf ein weißes Hemd mit schwarzer Krawatte, da er diese Kleidung oft bei Konzerten trägt. Über einen Füllfederhalter in der Brusttasche und einen Tintenfleck auf dem Hemd kam Rød auf den Tintenfisch im Hemd.

„Der Fotograf meinte dann nur ganz trocken, dass der Typ im Hemd im Wasser stehen müsste, um es wirklich schräg zu machen.“

Die limitierte Digipakversion des Albums enthält als Bonus noch die Lieder Juggernaut und The End. Die LP-Version enthält die zehn regulären Lieder des Albums und erscheint auf schwarzem, transparentem und goldenem Vinyl. Die beiden Bonustitel liegen auf einer separaten 7″-Single bei. Die digitale Version des Albums enthält nur die zehn regulären Lieder des Albums. Für die Lieder This Is War und Audrevolution wurden Musikvideos gedreht. Parallel zur Albumveröffentlichung bringt die Band in Kooperation mit der Brauerei 7 Fjell Bryggeri aus Bønes das Bier Blackout auf den Markt. Es handelt sich um ein New England India Pale Ale.

## Hintergrund
Der Albumtitel Blackout entstand, nachdem das Albumcover fertig stand. Eine besondere Bedeutung habe der Albumtitel jedoch nicht. Das Eröffnungslied This Is War ist laut Torkjell Rød eine Art „Kriegsruf“ für Hard-Rock-Bands und ihr Publikum im Sinne von „Wir gegen den Rest der Welt“. Allerdings kritisiere die Band mit dem Lied auch die „Dummheit der globalen Führungsspitze“. Midnight Man handelt vom Alkoholtrinken. Naysayer ist eine Kritik an den sozialen Medien. Laut dem Sänger Torkjell Rød hat dadurch jeder Mensch eine Stimme, was er prinzipiell gut findet. Allerdings kritisiert er, dass viele Menschen negativ mit den sozialen Medien umgingen:

„...aber viele Menschen gehen ausgesprochen negativ damit um. Negative Äußerungen sind leicht und schnell ausgesprochen, so dass man Leute viel zu leicht diskreditieren. Das hat teilweise groteske Züge angenommen.“

Der Begriff Naysayer (engl.: Neinsager) würde laut Torkjell Rød besser klingen als alle anderen Begriffe, die er zuvor ausprobiert hat. Das Lied Rose Alley hieß ursprünglich Rosalie. Thomas Tofthagen machte dann den Vorschlag, dem Lied einen anderen Namen zu geben, da die Fans sonst eine Thin-Lizzy-Nummer erwarten würden. So entstand der Titel Rose Alley. Für die Publikumsgeräusche am Anfang und Ende des Liedes nahm sich die Band das Lied Sherry Darling von Bruce Springsteens Album The River zum Vorbild.

## Rezeption

### Rezensionen
Die deutschen Magazine Deaf Forever, Metal Hammer und Rock Hard wählten Blackout jeweils zum Album des Monats. Laut Andreas Himmelstein vom Deaf Forever klingt das Album „so unglaublich locker, unbeschwert und natürlich, als wäre es ein Debüt“. Die Norweger würden es „wie keine zweite Band schaffen, den Vorlieben für klassische Acts wie Thin Lizzy, Rainbow, Wishbone Ash oder Deep Purple einen absolut zeitgemäßen und individuellen Anstrich zu verpassen“. Das Album würde „zehn Knaller“ enthalten, „von denen man sich wünscht, dass sie auf der kommeden Tour allesamt im Live-Programm auftauchen“. Himmelstein vergab neun von zehn Punkten. Laut Matthias Weckmann vom Metal Hammer wäre im Gegensatz zum Vorgängeralbum Pure Heavy „keine Spur mehr vom Altherren-Rock“, vielmehr „würde es modern in Szene gesetzte Adrenalinschübe hageln“. Man müsse „genauso leidenschaftlich, kunstvoll und schmissig die Klassiker der Geschichte feiern, um sicherzustellen, dass Rock ’n’ Roll auch über den Jahreswechsel 2017/2018 hinaus eine bedeutende Rolle spielt“. Da das Album „ebenso spielerisch leicht wie kompositorisch prachtvoll“ wäre, vergab Weckmann sechs von sieben Punkten. Thomas Kupfer vom Rock Hard bezeichnete Blackout als „Gute-Laune-Album“, das „in seiner Gesamtheit ein äußerst geschmackvoller Streifzug durch die Hardrock-Historie“ wäre, den „der Hörer kostenlos mitgeliefert bekommt“. Kupfer vergab für das Album neun von zehn Punkten.
Kritischer zeigte sich Sebastian Berlich vom deutschen Magazin Visions, für den das Album vor allem „halbgare Wortspiele, abgeschmackte Klischees und ja, zwischenzeitlich auch veritable Hits“ liefert. Die Band teste erneut „die Belastungsfähigkeit des gutmütigen alten Schlachtrosses Classic Rock, mit gewohnt gemischtem Ergebnis“. Berlich vergab sechs von zwölf Punkten.

### Chartplatzierungen
| ChartsChartplatzierungen | Höchstplatzierung | Wochen |
| ------------------------ | ----------------- | ------ |
| Deutschland (GfK)        | 37 (1 Wo.)        | 1      |
| Österreich (Ö3)          | 68 (1 Wo.)        | 1      |
| Schweiz (IFPI)           | 46 (1 Wo.)        | 1      |

Für Audrey Horne waren es die ersten Chartplatzierungen in der Schweiz und Österreich.